# Henry Duméry
Henry Duméry [ánri dyméri] (29. února 1920 – 6. února 2012) byl francouzský filosof, překladatel a profesor na univerzitách v Caen a v Paříži.

## Působení
Po studiu filosofie u Maurice Blondela vyučoval na College Stanislas v Paříži, od roku 1950 pracoval v CNRS, od roku 1959 přednášel filosofii a sociologii na univerzitě v Caen a na Univerxité Paris X - Nanterre u Paříže. Zabýval se fenomenologií, filosofií náboženství, vztahy mezi židovstvím a křesťanstvím a věnoval se dílu francouzského filosofa Maurice Blondela a svatého Bonaventury. Vydal přes 25 monografií, některé byly přeloženy i do jiných jazyků.

## Hlavní díla
- Blondel et la religion (Blondel a náboženství). Paris: PUF 1954
- Philosophie de la religion (Filosofie náboženství) I./II. Paris: PUF 1957
- Le problème de Dieu en philosophie de la religion (Problém Boha ve filosofii náboženství). Paris: Desclée 1957
- La foi n'est pas un cri (Víra není výkřik), Tournai: Casterman 1957
- Phénoménologie et religion (Fenomenologie a náboženství). Paris: PUF 1962
- Saint Bonaventure. Itinéraire de l'esprit vers Dieu (Svatý Bonaventura. Cesta ducha k Bohu). 7. vyd. Paris: Vrin 1994.[1]